# Tania de Venezuela
Tania Salazar Rodríguez (Isla de Margarita; 16 de noviembre de 1951), conocida como Tania de Venezuela, es una cantante venezolana.

## Biografía

### Primeros años
Tania es hija de Jesús Salazar Meneses y Gloria Rodríguez, ambos procedentes de la Isla de Margarita, Estado Nueva Esparta en Venezuela. Su madre Gloria Rodríguez, fue una destacada cantante, compositora y actriz que se presentaba en diferentes teatros capitalinos al lado de conocidas figuras venezolanas de los años 40. Es de ella que Tania hereda su inclinación artística. Su abuela, Santos de Rodríguez, fue la encargada de impulsar su carrera musical.
Inicio su educación musical a los 5 años con clases de canto, piano, cuatro y tuvo su debut en el programa de Buck Rogers de Radio Caracas Radio, donde se dio a conocer y luego hizo presentaciones en diversos programas de corte infantil. Durante sus primeras presentaciones Tania era acompañada por los conjuntos de Inocente Bello y Manuel Delgado.
A sus 11 años Tania firmó un contrato para grabar hasta 24 composiciones con el sello disquero Vega, mientras realizaba sus estudios en el Colegio Juan España, en El Valle. “Pajarillo” y “El Cardenal” fueron las primeras canciones de Tania que se escucharon en la radio nacional y fueron bien recibidas por el público venezolano. Estas canciones hicieron parte de su primer álbum titulado Campiña Mía (1962). En este trabajo discográfico también se encuentran temas como: “Gracias a Dios”, “Polvo y Ceniza” y por supuesto, “Campiña Mía”. Para esa primera grabación Tania fue acompañada por el conjunto del maestro Rafael Ochoa.

### Carrera profesional
En 1967 Tania entró al famoso Trío Los Naipes como cantante, con la canción “Como llora mi guitarra” y de ahí llegaron grandes éxitos como: “Déjala que se vaya”, “Vete y no vuelvas más”, “Esos ojos”, “Un grito vagabundo”, “Volveré del más allá”, entre muchos otros. Después de tres años con el Trío Los Naipes, Tania inició su carrera solista grabando un álbum con el productor Víctor Mendoza.
En noviembre de 1971, Tania lanzó la canción “Regresa Corazón” que sería el gran éxito de la temporada y que impulsó la internacionalización de Tania. A esta canción, le siguió su álbum ¡Inimitable! en 1973 y en el mismo año, su álbum Solamente Tania, Dando paso a nuevos éxitos y trabajos discográficos durante la década de los años 70. Algunas de las canciones más reconocidas de Tania son: Regresa corazón, Playas de mi tierra, Enamorada, Campesino de mi tierra, “Recuerdos de Cumbia”, “Ola de la mar”, “Si yo pudiera”, sin olvidar el himno navideño “Parranda de Navidad”. 
En los años 80, Tania grabó una serié de álbumes colaborativos con otros músicos reconocidos de la región como Hugo Blanco en 1982 y Andy Montañez en 1983. En unos de sus últimos trabajos discográficos En Tiempo de Merengue (1988), exploró nuevos ritmos del caribe, con la guía y arreglos de los dominicanos Sonny Ovalles y Manuel Tejada.

### Años recientes
Después de varios años de pausa en su carrera artística para enfocarse en su familia, Tania volvió a los escenarios en 2014 al ser invitada a un Festival de Música en Angola. Esto la llevó a retomar su carrera musical, dando concierto en Europa, Norteamérica y en distintos países de Latinoamérica.
En 2021 lanzó una nueva versión de su canción Prueba de Amor y en la actualidad se encuentra regrabando y lanzando sus canciones más icónicas.

## Estilo musical
Tania y su voz se caracterizan por su versatilidad musical. Dentro de los géneros de sus canciones se encuentra ritmos de la música venezolana, porros, vallenatos, son montuno, pop, balada, salsa y merengue.

## Homenajes y reconocimientos
Ha sido galardonada en su país natal con los más distinguidos premios y ha cruzado fronteras para recibir “Disco de Oro de Hollywood”, el “Chinc de Plata” de Miami y nominada dos veces al “ACE” de Nueva York. 

## Discografía
Los álbumes de la cantante son los siguientes:

### Álbumes de estudio
- Campiña Mía (1962, Audifon 33)
- Los Naipes Con Tania (1969, Promus)
- ¡Inimitable! (1973, Top Hits)
- Solamente Tania (1973, Top Hits)
- ¡Incomparable! (1974, Top Hits)
- “Inigualable”  (1975, Top Hits)
- ¡Increíble! (1976, Top Hits)
- Insuperable (1977, Top Hits)
- Inconfundible (1979, Top Hits)
- Indiscutible (1980, Top Hits)
- Tania con Hugo Blanco y su Conjunto (1982, Top Hits)
- Tania & Andy Montañez (1983, Top Hits)
- De Vuelta (1985, Velvet)
- En Tiempo de Merengue (1988, Velvet)

### Compilaciones
- Déjala Que Se Vaya - Tania con los Naipes (1973, Discos Latin International)
- Grandes Éxitos de Tania (1983, Top Hits)
- 15 Éxitos de Tania (1993, Musart)
- Enamorada (2004, Top Hits)